# لوریس زونتا
لوریس زونتا (انگلیسی: Loris Zonta؛ زادهٔ ۲۲ مهٔ ۱۹۹۷) بازیکن فوتبال است.
از باشگاه‌هایی که در آن بازی کرده‌است می‌توان به باشگاه فوتبال پیزا اشاره کرد.